# Monosteira unicostata
El tigre del almendro (Monosteira unicostata) es una especie de hemíptero heteróptero de la familia Tingidae de entre 2 y 2,5 mm de longitud en su estado adulto y que es una plaga frecuente de diversos cultivos agrícolas. 

## Daños
El principal de los cultivos afectados es el almendro donde en la época veraniega sus poblaciones aumentan considerablemente y al realizar multitud de picaduras en las hojas para absorber la savia producen una fuerte decoloración, dándole un aspecto blanquecino. Estas hojas no realizan de modo eficiente la fotosíntesis por lo que el árbol se debilita. En caso de fuertes ataques, las hojas pueden caer, produciendo fuertes defoliaciones en el árbol y debilitándolo enormemente.
Normalmente se sitúan en el envés de las hojas donde también es característico el punteado negro que forman con sus deposiciones.
También se cita sobre chopos, cerezo, melocotoneros, ciruelo y peral.

## Control
En la bibliografía se citan depredadores de M. unicostata de las familias Anthocoridae, Cecidomyidae y Coccinellidae que consumen huevos y ninfas de esta especie. Pero en la realidad, al menos en el sureste español, estos enemigos naturales no suelen controlar las poblaciones y a menudo se hace necesario el recurrir a tratamientos químicos. 